# 東赤石山
東赤石山（ひがしあかいしやま）は、四国に位置する標高1,710mの山である。愛媛県四国中央市（旧宇摩郡土居町）と新居浜市（旧宇摩郡別子山村）の境界に位置する。

## 概要
東赤石山は、愛媛県東部に位置する法皇山脈の最高峰であり、日本二百名山、花の百名山、および四国百名山の一つである。オトメシャジンに代表される特有の高山植物、そして鉄分が酸化され赤茶けたかんらん岩が剥き出しの荒々しい岩峰で知られる。この赤茶けた岩石が山名の由来である。
地質的には三波川変成帯に属し、超塩基性岩が広く分布するため東赤石山かんらん岩体と呼ばれる。北側斜面は五良津岩体と呼ばれ、角閃岩やエクロジャイトなど高圧下で生成した変成岩が見られる。
嶺北（旧土居町側）にはクロム鉄鉱、ダンかんらん岩（かんらん岩の一種）を採掘した赤石鉱山が1980年ごろまで存在し、登山路も土居町河又（こうまた）を南進し五良津（いらづ）林道終点からこの赤石鉱山を経由するルートが一般的だった。しかし五良津林道の水害による荒廃の一方、嶺南（旧別子山村側）は道路整備が進んだため、同村筏津（いかだづ）、瀬場（せば）からのルートや、同村床鍋（とこなべ）から権現越経由のルートが一般的である。なお、嶺北からは、土居町河又または五良津林道終点から五良津尾根の送電線保線路を利用し、権現越に至るルートもある。
床鍋からのルートは序盤は植樹帯にあり複数の林業用の道と分岐しており、中盤は傾斜がきつく、終盤は岩場になっている。瀬場登山口・筏津登山口からのルートは、序盤は落葉等が多く、中腹以降は岩石質の登山道である。
東側ピークは1,706ｍで、山頂には三等三角点、「赤石」が設置されている。
西側ピークのほうが高く、国土地理院地図には1,710mと記載されている。
山頂から西の峰続きである八巻山（はちまきやま）の南麓に、山小屋跡「赤石山荘」がある。

## ギャラリー

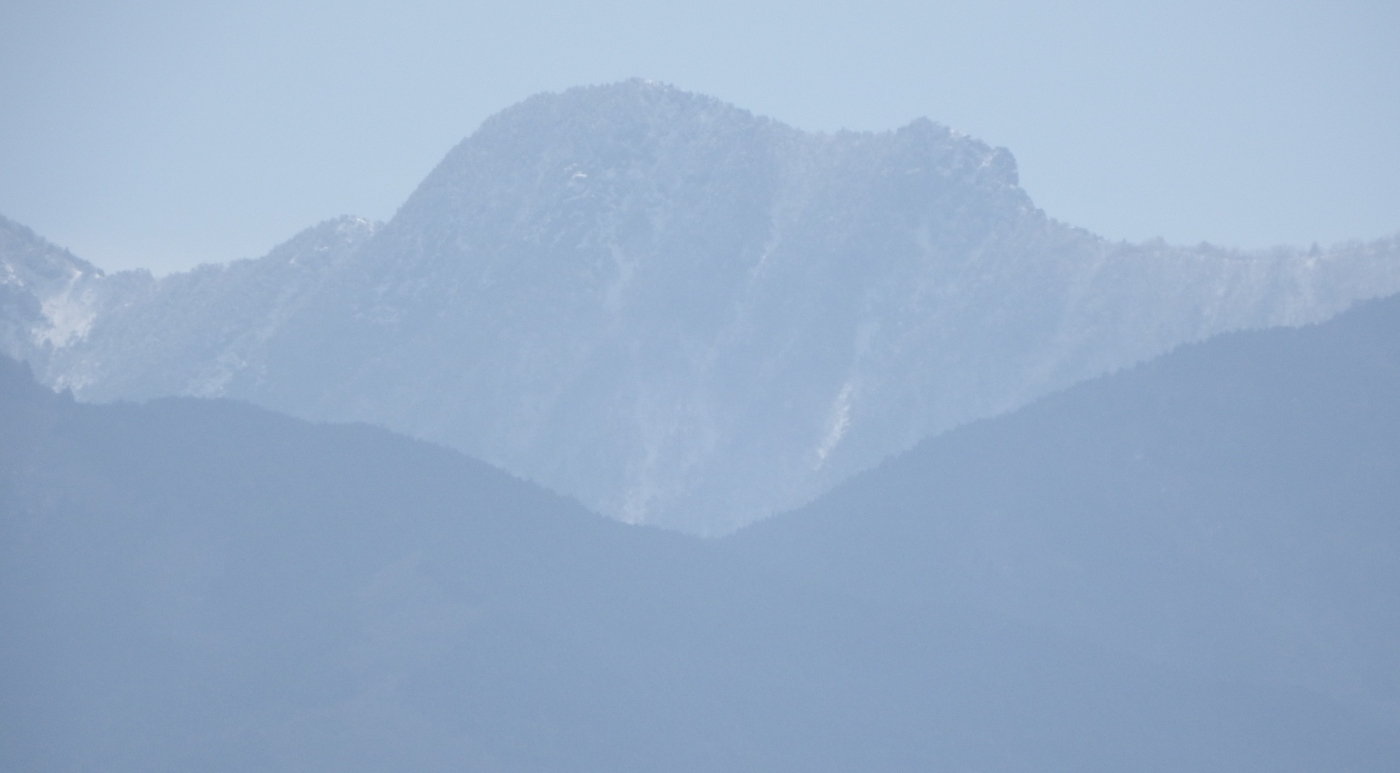
東赤石山（新居浜黒島港から）
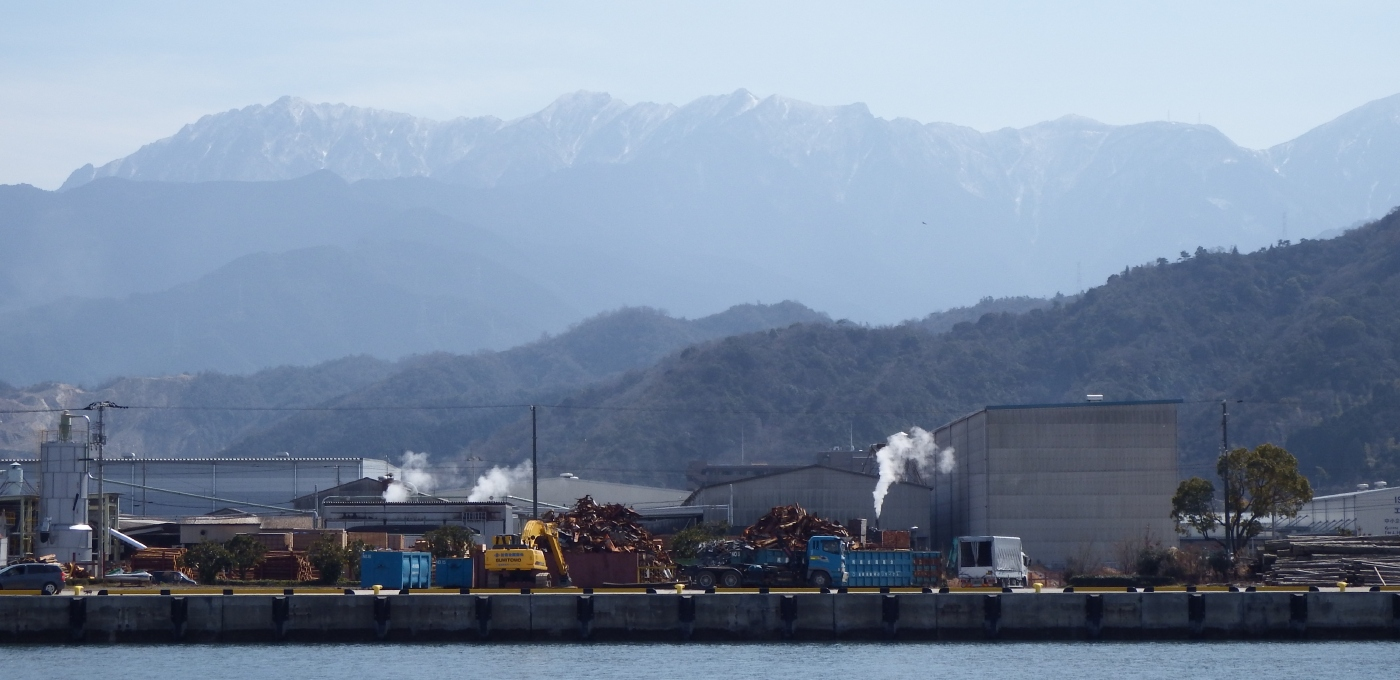
赤石山脈の東半分
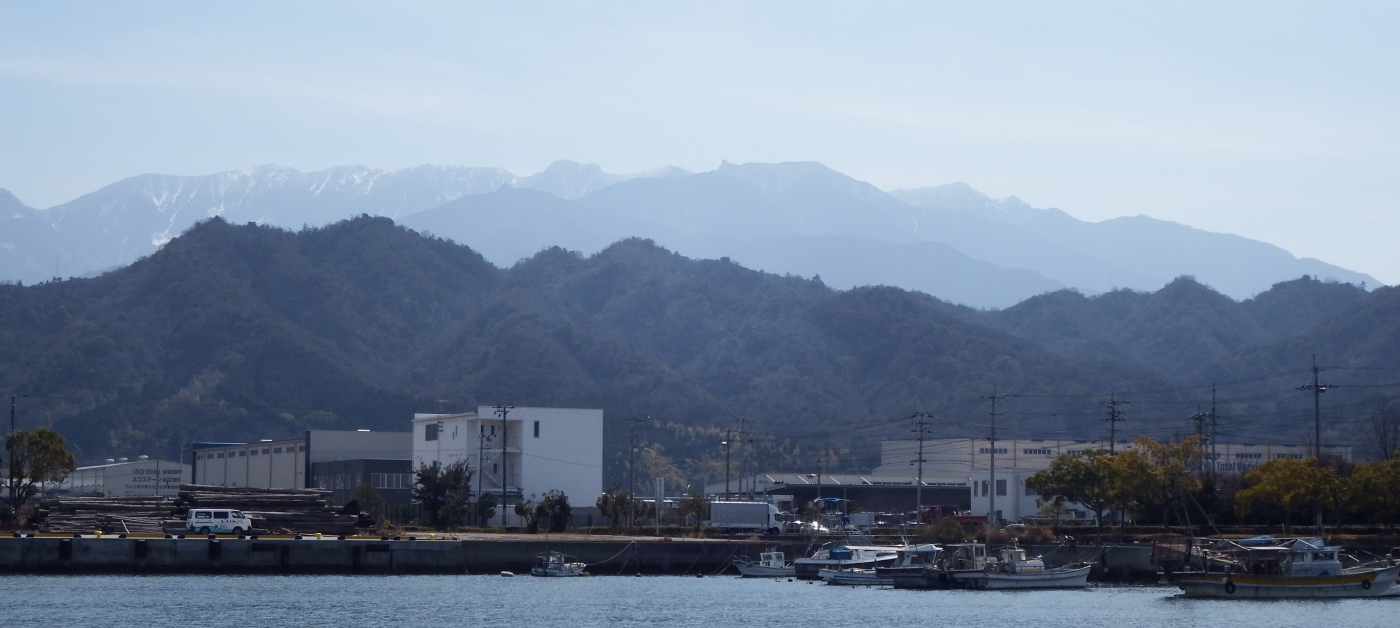
赤石山脈の西半分
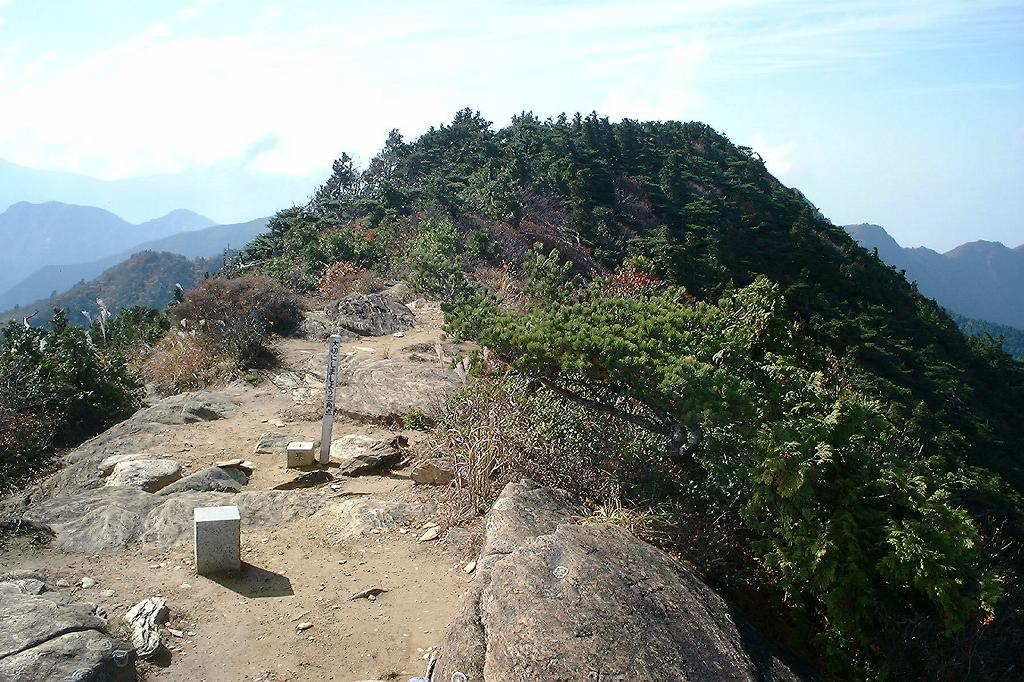
山頂三角点
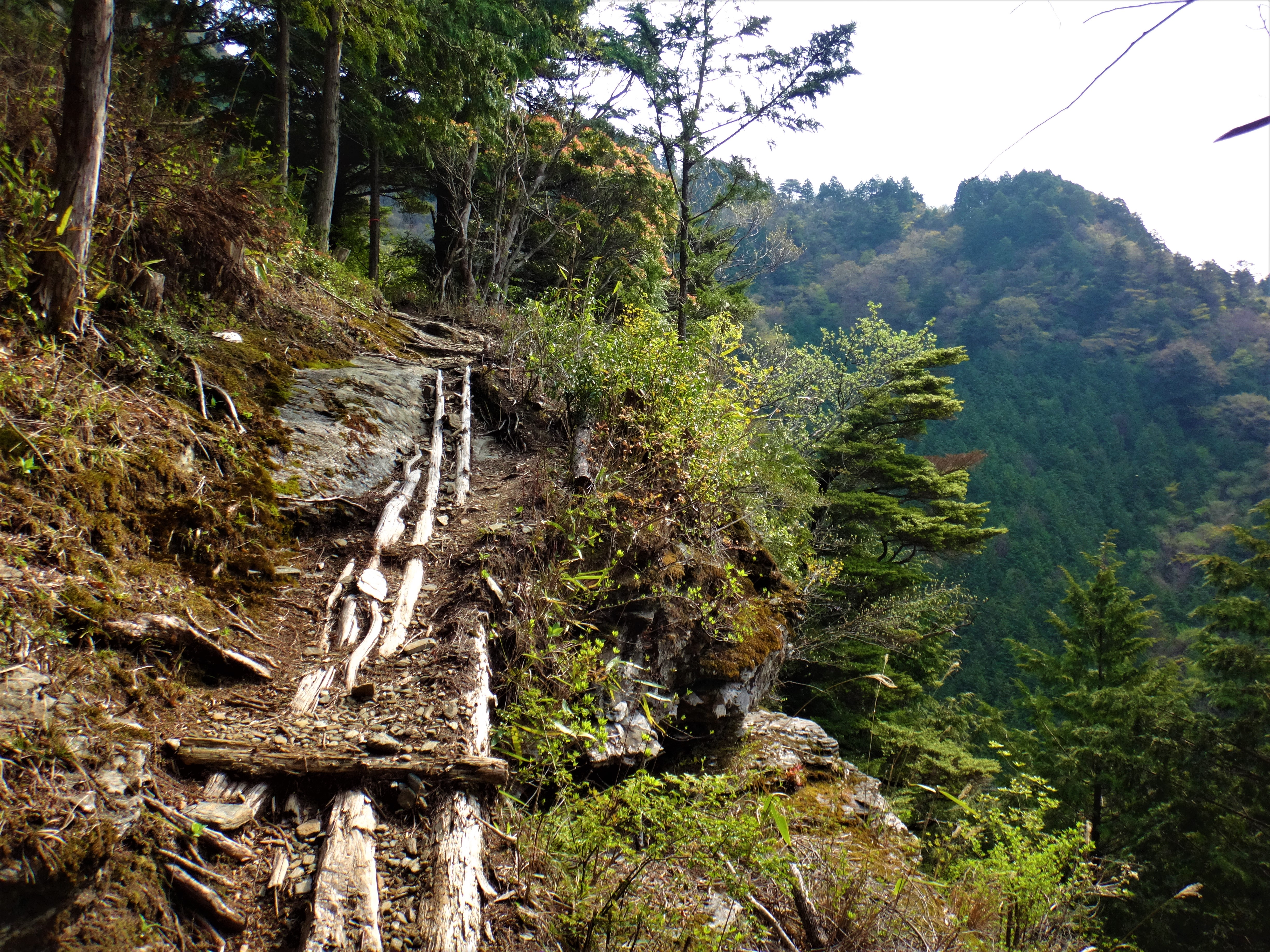
筏津からの登山道
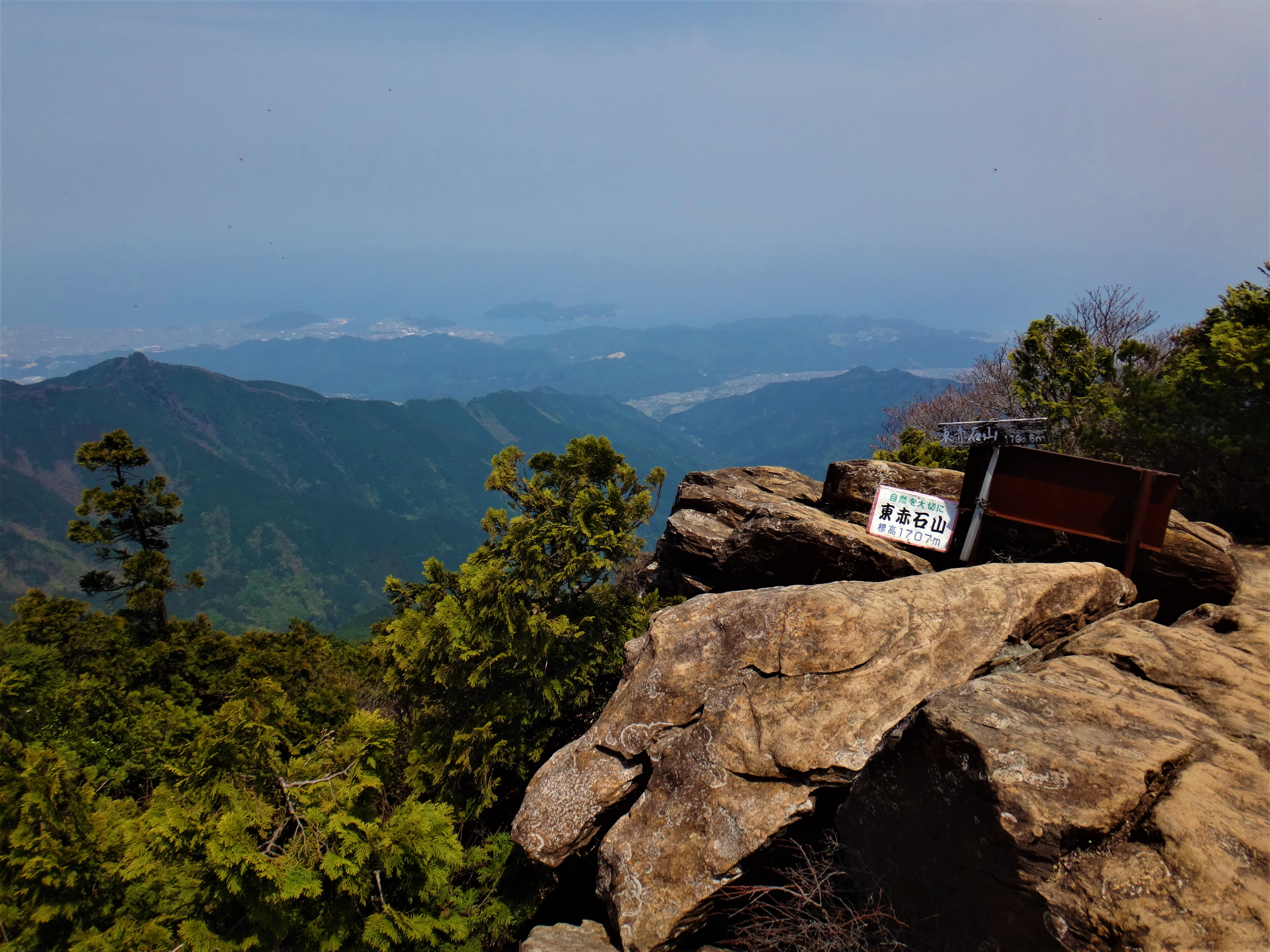
東赤石山から新居浜市内を望む
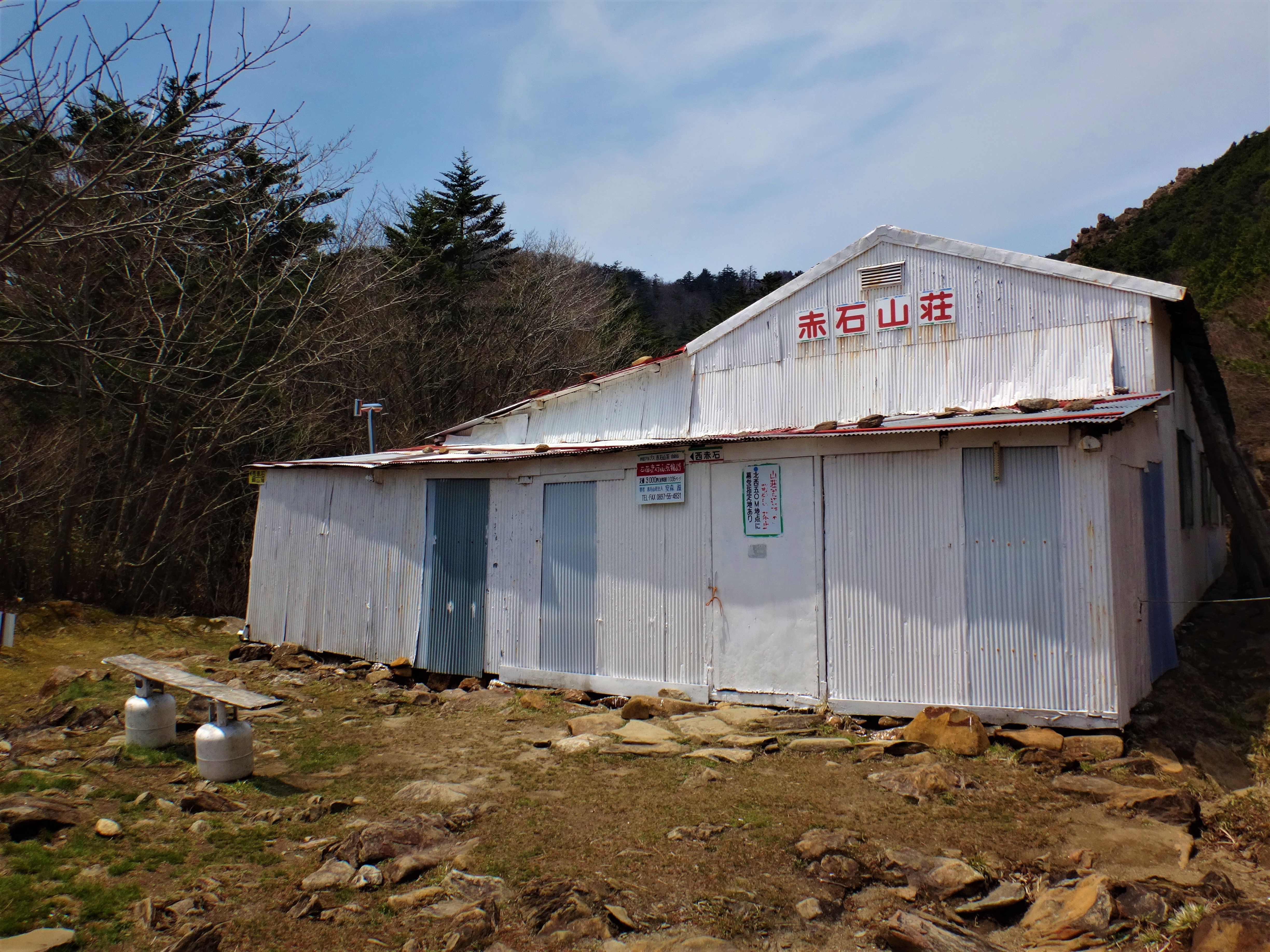
赤石山荘
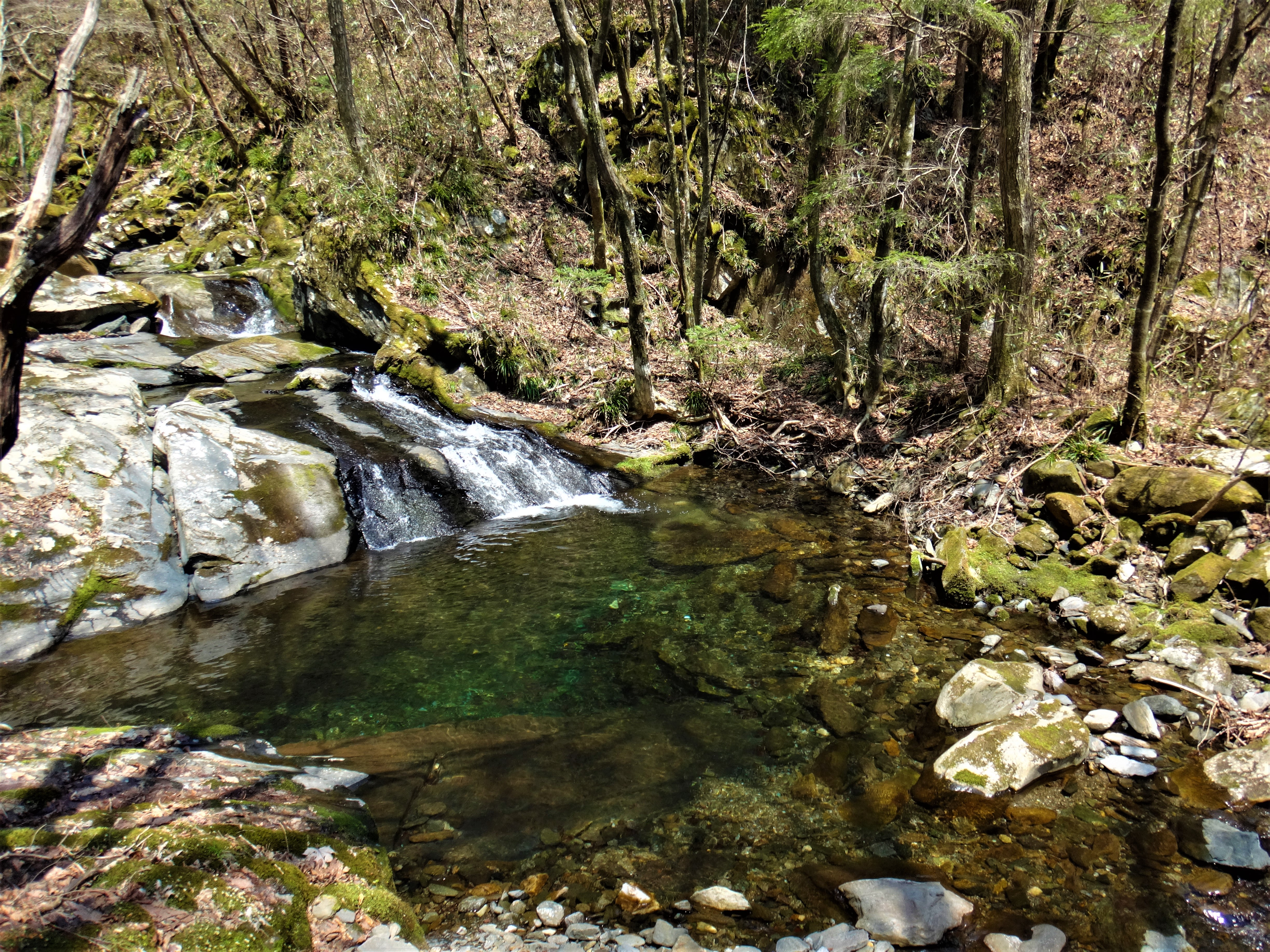
登山道脇の瀬場谷
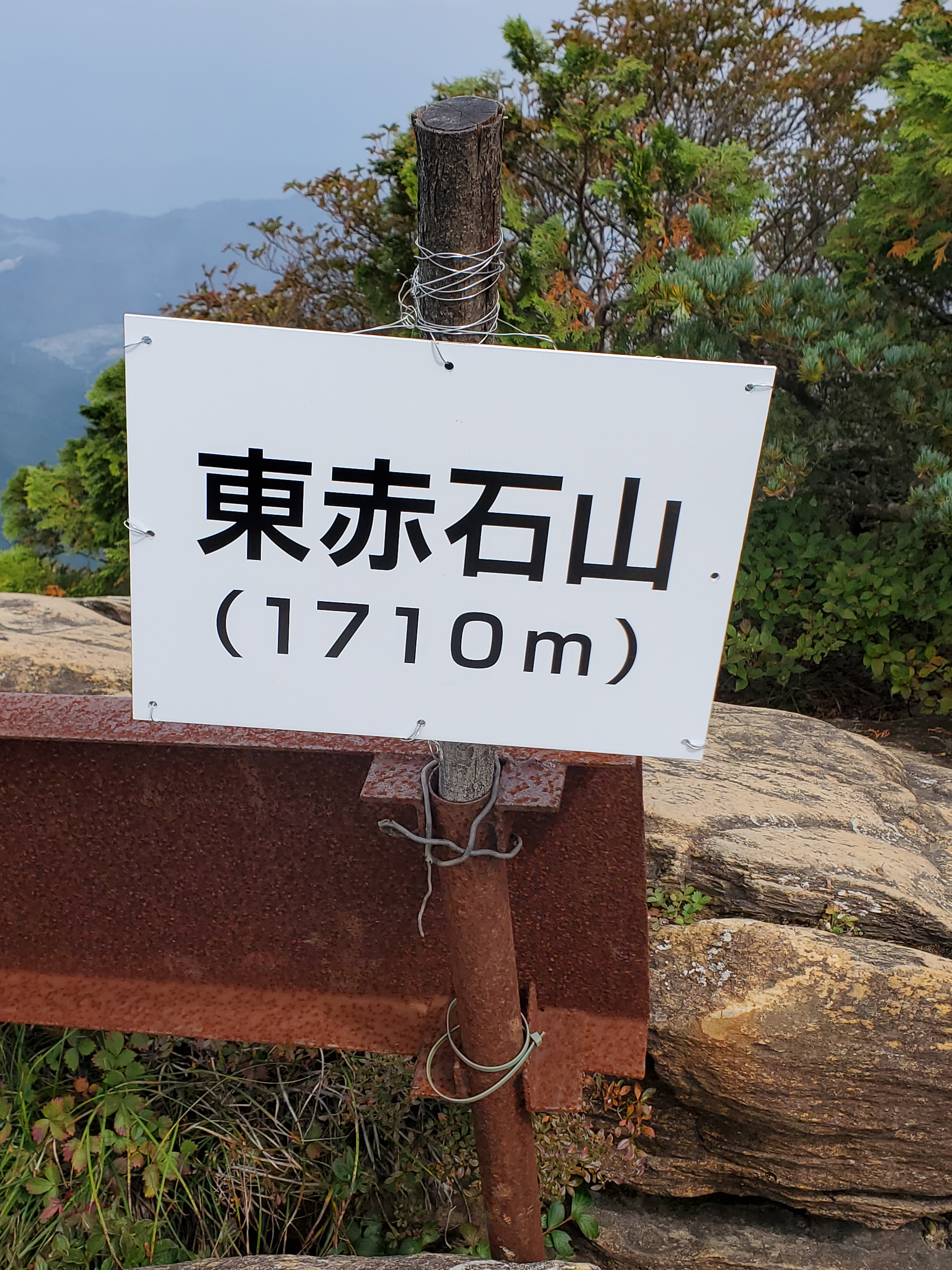
東赤石山の山頂標識